# Radrennbahn Leipzig

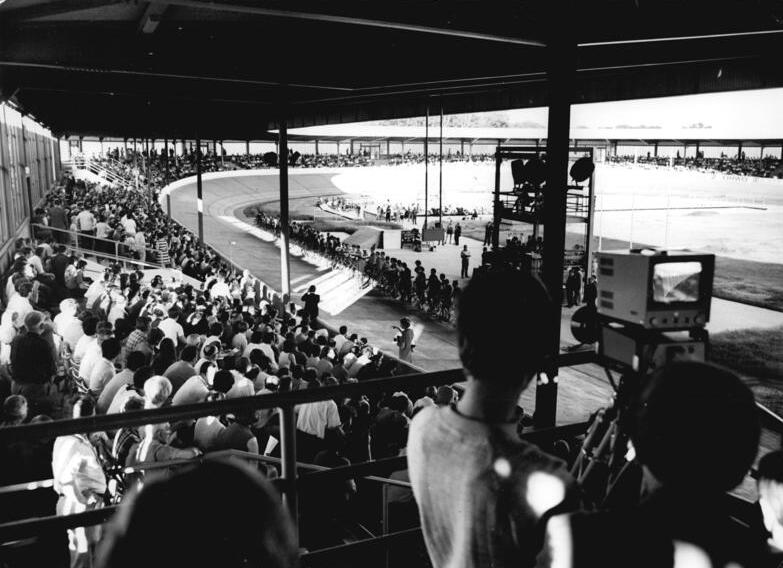
Rennen auf der Alfred-Rosch-Kampfbahn im Jahre 1971

Die Radrennbahn Leipzig (ehemals Alfred-Rosch-Kampfbahn) befindet sich in Kleinzschocher, einem Stadtteil der sächsischen Stadt Leipzig.

## Die heutige Radrennbahn
Die Leipziger Radrennbahn ist 400 Meter lang, aus Beton und halboffen und damit die längste ihrer Art in Deutschland. Sie ist 7,50 Meter breit, und die Kurvenüberhöhung beträgt 26 Grad. Ursprünglich war sie nach Alfred Rosch benannt, einem kommunistischen Funktionär aus Leipzig, der im Juli 1945 von Plünderern erschossen wurde. 1992 wurde sie in Radrennbahn Leipzig umbenannt.
1948 begannen Radsportler des Vereins SC Großzschocher auf der Basis privater Initiative mit dem Bau einer Radrennbahn auf dem Gelände des Sportplatzes an der Windorfer Straße. Dafür wurde die vorhandene Aschenbahn genutzt und um Kurven ergänzt. Das erste Rennen auf der Alfred-Rosch-Kampfbahn startete am 30. April 1949, damals noch auf einem Aschenbelag. Gerd Thiemichen und Jürgen Müller gewannen das Eröffnungsrennen, ein Zweier-Mannschaftsfahren. Schon zwei Monate später gab es eine erste elektrische Anlage, die nun auch Abendrennen erlaubte. Als am 15. September 1951 das erste Rennen auf der neuen Zementpiste vor 11.000 Zuschauern startete, waren nur 68 Tage Bauzeit vergangen. Allein die Leipziger Radsportler hatten mehr als 7.000 freiwillige Arbeitsstunden investiert. Im Oktober war die Anlage komplett fertig und nun für 20.000 Besucher ausgelegt und erlebte den 33. Großen Preis der Stadt Leipzig im Steherrennen, den überraschen der junge Leipziger Fritz Heinrich gewann.
1951 erhielt sie einen Betonbelag, eine neue Zuschauertraverse, sowie eine neue Beleuchtung und Elektrik. Bauträger war das Architekturbüro Richard Ludwig (das bereits mehrere Radrennbahnen konstruiert hatte), der Trägerbetrieb des Vereins BSG Stahl Süd-West Leipzig, die Leipziger Eisen- und Stahlwerke und weitere Leipziger Firmen.
1957 fand ein Weltkriterium der Steher statt und 1958 gab es nach 44-jähriger Pause die ersten Amateur-Weltmeisterschaften der Steher, 1960 wurden auf ihr die Bahn-Wettbewerbe der Rad-Weltmeisterschaften ausgetragen, bis auf das Profi-Steherrennen, das in Chemnitz gefahren wurde. Nach einer umfassenden Renovierung 1970/71 mit einer Teilüberdachung (weltweit war es die dritte Anlage dieser Art neben Mailand und Brno) wurde die Bahn zu dem Austragungsort des DDR-Radsports, an welchem die meisten Bahnradsportveranstaltungen stattfanden, darunter 29 DDR-Meisterschaften. Nach der Neueröffnung fand auf der Bahn regelmäßig (bis zum Ende der DDR) der Große Preis der DDR im Bahnsprint statt.
Am 7. Oktober 1978 stürzte der Steher Karl Kaminski auf der Bahn und starb am folgenden Tag im Krankenhaus. 1981 war die Radrennbahn Ort der Junioren-Weltmeisterschaften. Mehrfach wurde auf der Bahn die deutsche Stehermeisterschaft ausgetragen, zuletzt 2009, 2011 und 2014, sowie 2001 die Europameisterschaft. 2004 fanden zudem die Deutschen Bahnmeisterschaften statt. Das älteste noch gefahrene Steherrennen der Welt, der Preis der Stadt Leipzig, wurde 2014 zum 83. Male ausgetragen.
2010 wurde das Dach der Radrennbahn Leipzig umfassend saniert und darauf eine 9000 Quadratmeter große Photovoltaikanlage angebracht. Der Betreiber dieser Anlage unterstützte die Rekonstruktion der Dachkonstruktion finanziell.
Eigentümer der Radrennbahn ist die Stadt Leipzig, die sie seit 1992 an den Sächsischen Radfahrer-Bund (SRB) verpachtet hatte, bis der Vertrag zum 1. Juli 2014 von der Stadt gekündigt wurde. Grund für die Kündigung war u. a., dass die Stadt die Radrennbahn auch für andere Sportarten einrichten wollte. Der SRB wollte die Bahn nicht übergeben, da die Räumung der genutzten Objekte den Sportbetrieb massiv gestört hätte. Im Januar 2015 wurde der SRB zur Herausgabe der Schlüssel verurteilt, die Kündigung durch die Stadt sei rechtens, so das Amtsgericht Leipzig. Zum 2. November 2015 musste die Radrennbahn an die Stadt übergeben werden. Im Februar 2017 beschloss der Leipziger Stadtrat, die Radrennbahn mit einem sechsstelligen Betrag renovieren zu lassen.
Im Sommer 2019 wurden vom sächsischen Innenministerium und der Stadt Leipzig rund 815.000 Euro zur Instandsetzung der Bahn freigegeben. Das Geld floss in die Erneuerung der sanitären und elektrischen Infrastruktur sowie der Regenwasserableitung des Stadiondachs und die Trockenlegung des Fundamentes des Hauptgebäudes. Die Arbeiten begannen im Dezember 2020.
Anfang November 2020 unterzeichneten die Stadt und der Stadt- und Kreisfachfachverband Radsport einen Pachtvertrag für die bevorstehende Sanierung des Bahnbelags aus dem Jahr 1951. Rund 1,2 Millionen Euro sind hierfür eingeplant und weitere 400.000 Euro für die gleichzeitige Ertüchtigung der Flucht- und Rettungswege.

## Sportplatz Leipzig

Europameisterschaften 1904 auf der Radrennbahn in Lindenau

Eine Vorgängerin der Alfred-Rosch-Kampfbahn war eine 1892 erbaute 500 Meter lange Zementbahn in Leipzig-Lindenau, auf der 1908, 1913 und 1934 UCI-Bahn-Weltmeisterschaften sowie mehrere Europa- und deutsche Meisterschaften ausgetragen wurden. Am 30. Juni 1901 fuhr hier der spätere zweimalige Steherweltmeister Thaddäus Robl aus München mit 65,512 Kilometern den ersten Stundenweltrekord auf einer deutschen Bahn. Bei den damals sehr populären Steherrennen kamen auf der Bahn mindestens drei Fahrer ums Leben, darunter der populäre Kölner Willy Schmitter anlässlich der Steher-Europameisterschaft 1905. Auch wurde sie für Motorradrennen genutzt. Die Bahn befand sich auf dem Sportplatz Leipzig, im Volksmund wurde sie Lindenauer Zement genannt.
Im Inneren der Radrennbahn lag ein Fußballplatz, der von 1897 bis 1922 Heimstätte des VfB Leipzig war. Auf diesem Platz fand 1912 das erste Fußballländerspiel in Leipzig statt, in dem die deutsche Nationalmannschaft den Niederlanden mit 2:3 unterlag.
1938 wurde die gesamte Sportanlage, die sich am Cottaweg in Nähe des Palmengartens befand, abgetragen, um Platz für die Gutenberg-Reichsausstellung 1940 zur Feier von 500 Jahre Buchdruckerkunst zu schaffen, die aber wegen des Ausbruchs des Zweiten Weltkriegs nie stattfand. Heute befindet sich dort das Gelände für die Leipziger Kleinmesse.

Radrennen auf dem Sportplatz Leipzig im Jahre 1899